# 高橋良 (耳鼻科医)
高橋 良（たかはし りょう、1911年2月28日 - 2013年10月）は、日本の耳鼻科医。

## 略歴
神奈川県横浜市出身。1934年東京慈恵会医科大学卒、1940年「聴器結核の研究」で医学博士。慈恵医科大学耳鼻咽喉科勤務、助手、1938年講師、1945年助教授、1959年教授となる。1976年退職し名誉教授。1977年港区赤坂に鼻の相談室クリニック開設。1981年勲三等旭日中綬章受勲。

## 主要論文
- 高橋良「慢性篩骨洞炎の鼻内手術法」『手術』第4巻、1950年、105-116頁、NAID 10005261150。
- 高橋良「視束管隆起(Eminentia optica)の臨床」『耳鼻咽喉科』第23巻第5号、医学書院、1951年、182-186頁、ISSN 03869679、NAID 40018654840。
- 高橋良「副鼻洞手術と鼻内整復術」『手術』第7巻、1953年、152-156頁、NAID 10005261485。
- 高橋良, 足川力雄「副鼻腔炎手術による高度視力障害」『日本鼻副鼻腔学会々誌』第5巻、1966年、9-10頁、doi:10.14883/jjrhi1962.5.9。
- 高橋良, 笠原行喜, 斉藤和夫, 添田弘「鼻副鼻腔におけるOssifying Fibromaに対する我々の見解」『耳鼻咽喉科展望』第10巻第1号、1967年、15-32,2、doi:10.11453/orltokyo1958.10.15。
- 高橋良, 今井三郎「同一学童集団における鼻科領域の長期観察成積について」『耳鼻咽喉科展望』第8巻第4号、1965年、383-400,a1、doi:10.11453/orltokyo1958.8.383。
- 高橋良「慢性副鼻腔炎の自然的変動特にその不安定期について」『耳鼻咽喉科展望』第9巻Supplement4、1966年、367-381頁、doi:10.11453/orltokyo1958.9.Supplement4_367。
- 高橋良, 大戸武久「Seiffert法による鼻出血止血例 : 翼口蓋窩内の上顎動脈を結紮して頻回大量の鼻腔後部出血を止血せしめた症例」『耳鼻咽喉科展望』第14巻第6号、1971年、667-670,622、doi:10.11453/orltokyo1958.14.6_667。

## 著書
- 『鼻 鼻を理解し鼻を治すために・明るい頭脳は健康な鼻から』金原出版 1976
- 『鼻の話』岩波新書 1979
- 『日本人の鼻 鼻の文化人類学』講談社 (ブルーバックス)1980
- 『日本蓄膿症手術外伝 生涯を鼻の治療にかけた男の物語』現代書林 1982
- 『鼻のしくみと子どもの成長』築地書館 (みんなの保育大学) 1985
- 『鼻はなぜあるのか』築地書館 1987
- 『鼻はなにを語りたいのか 脳、顔と病気』築地書館 1990
- 『鼻の相談室 なやむ患者となやまされる医師』築地書館 1992
- 『人間と自然を謳う ボールペン画と詩文』築地書館 1993
- 『人間と自然を謳う』2-4 築地書館 1994-1996

### 共著
- 『鼻副鼻腔疾患のレ線診断 その方法と解説』隠明寺覚共著 金原出版 1967